# Parc de la Butte-du-Chapeau-Rouge
Le parc de la Butte-du-Chapeau-Rouge est un jardin public situé dans le quartier d'Amérique du 19e arrondissement de Paris, près du boulevard périphérique.

## Situation et accès
Ce site est desservi par la ligne 7 bis à la station de métro Pré-Saint-Gervais et par la ligne 3b du tramway d'Île-de-France à la station Butte du Chapeau-Rouge.
Pour les piétons, l'entrée principale fait face à la fontaine monumentale, entre les 5 et 11, boulevard d'Algérie. Une autre entrée existe par le 5, avenue Debidour.

## Origine du nom
Son nom évoque une ancienne guinguette du Pré-Saint-Gervais.

## Historique

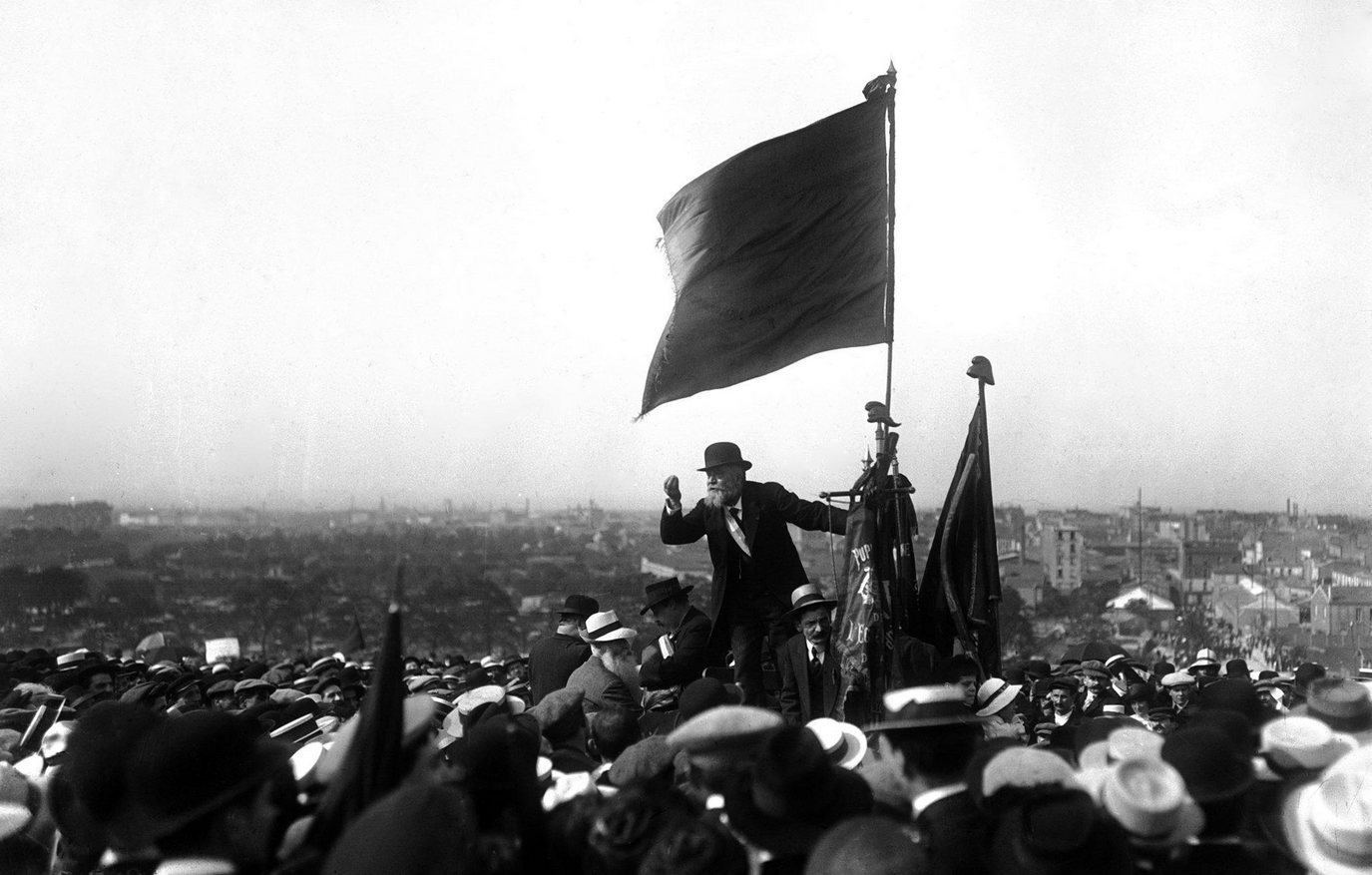
Jean Jaurès prononçant son discours au Pré-Saint-Gervais, le 25 mai 1913.

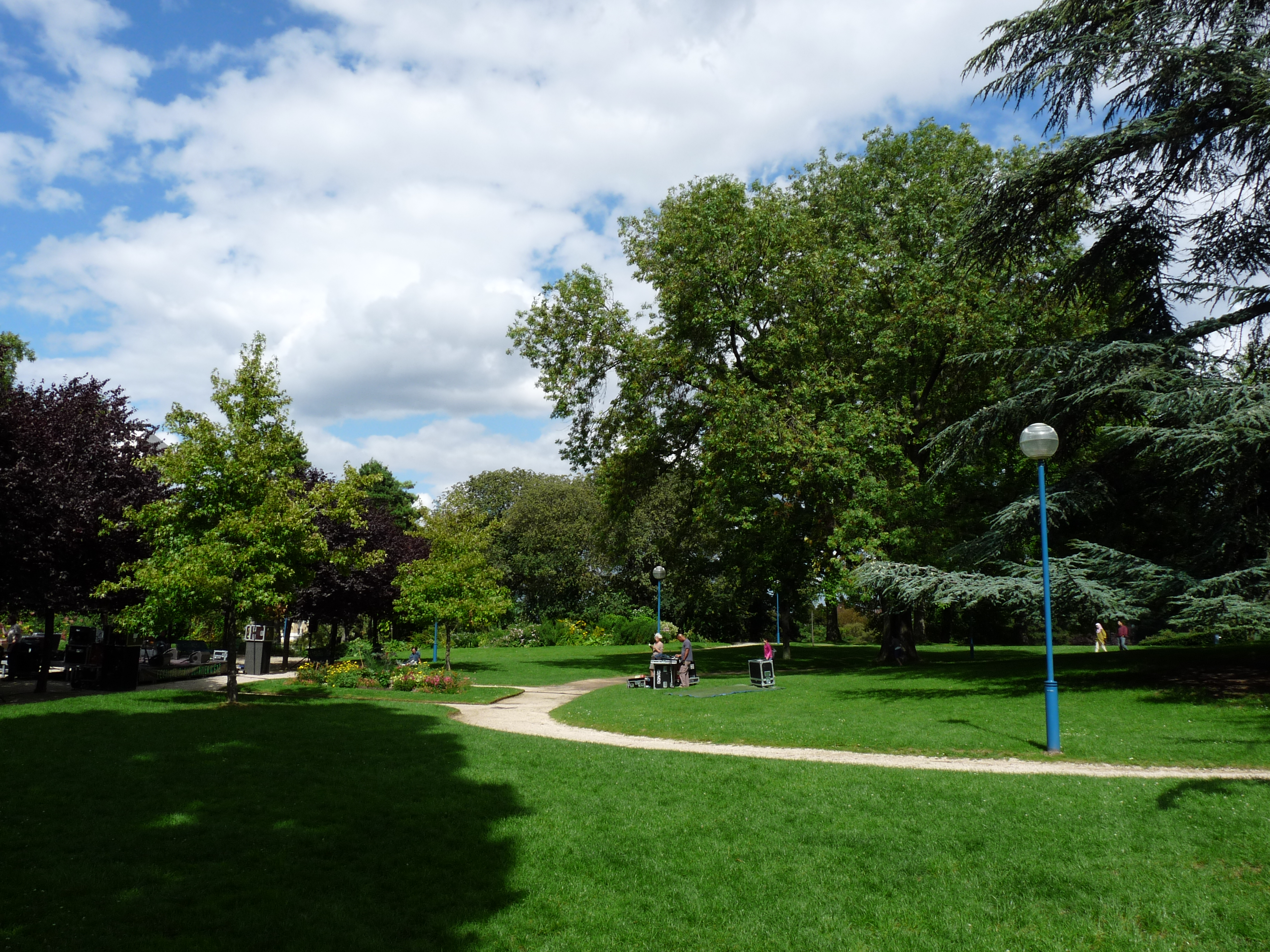
Une vue du parc.

Autrefois, la butte du Chapeau-Rouge constituait une parcelle de la plaine du Pré-Saint-Gervais, animée d’une guinguette qui lui a laissé son nom. Ici, au début des années 1910, les mouvements politiques et les syndicats de gauche se rassemblaient pour défendre le pacifisme contre le militarisme.
Au printemps 1913, alors que la guerre devenait imminente, le rassemblement en souvenir des communards qui devait se tenir comme chaque année au Père-Lachaise fut annulé par le gouvernement de Louis Barthou. Ce dernier redoutait que la manifestation ne se retournât contre lui. Le 25 mai, cent cinquante mille personnes répondirent alors à l’appel de la Section française de l’Internationale ouvrière (SFIO), à manifester à la place au Pré-Saint-Gervais.
Là, au milieu d’une véritable marée humaine, Jean Jaurès prononce son discours contre la loi des trois ans tendant à allonger d’une année le service militaire.
Les premiers journalistes photographes immortalisent sur le vif son charisme. Malgré l’ampleur de la mobilisation, l’Assemblée nationale vota la loi.
Le parc, d'une surface de 4,7 hectares, est ouvert en 1939. Il est conçu par l'architecte Léon Azéma dans un style néoclassique, typique de la période des années 1930.
Il occupe une zone de carrières de gypse qui s'étendait alors jusqu'au parc des Buttes-Chaumont. La butte ne fait l'objet d'aucun aménagement après la démolition de l'enceinte de Thiers durant les années 1920, contrairement à l'essentiel de la zone, où sont édifiés des logements sociaux et des équipements sportifs.
Peu connu des Parisiens, le parc offre une vue dégagée sur la banlieue nord-est de la capitale. Il a été ulilisé comme décor de plusieurs scènes du film Vincent mit l'âne dans un pré (et s'en vint dans l'autre), de Pierre Zucca : c’est en effet dans ce jardin public en bordure de périphérique que se donne habituellement rendez-vous le couple formé par Fabrice Luchini et Virginie Thévenet, pour faire le point.
Le festival gratuit Silhouette y est organisé (en 2016 : du 26 août au 3 septembre).

## Botanique
- Hêtre pourpre, classé arbre remarquable de Paris, hauteur 21 m, circonférence 276 cm[1].
- Frêne commun, classé arbre remarquable de Paris, hauteur 24 m, circonférence 385 cm[1].

## Œuvres
- Fontaine monumentale surmontée d'une statue, Ève, de Raymond Couvègnes (1938). Elle provient de la porte Delessert de l’Exposition universelle de 1937[2].
- Statue L'Enfance de Bacchus, de Pierre Traverse (1938).
- Monument aux victimes d'Afrique du Nord, œuvre d'Eugène Dodeigne, inauguré le 11 novembre 1996 par le président de la République Jacques Chirac[3].

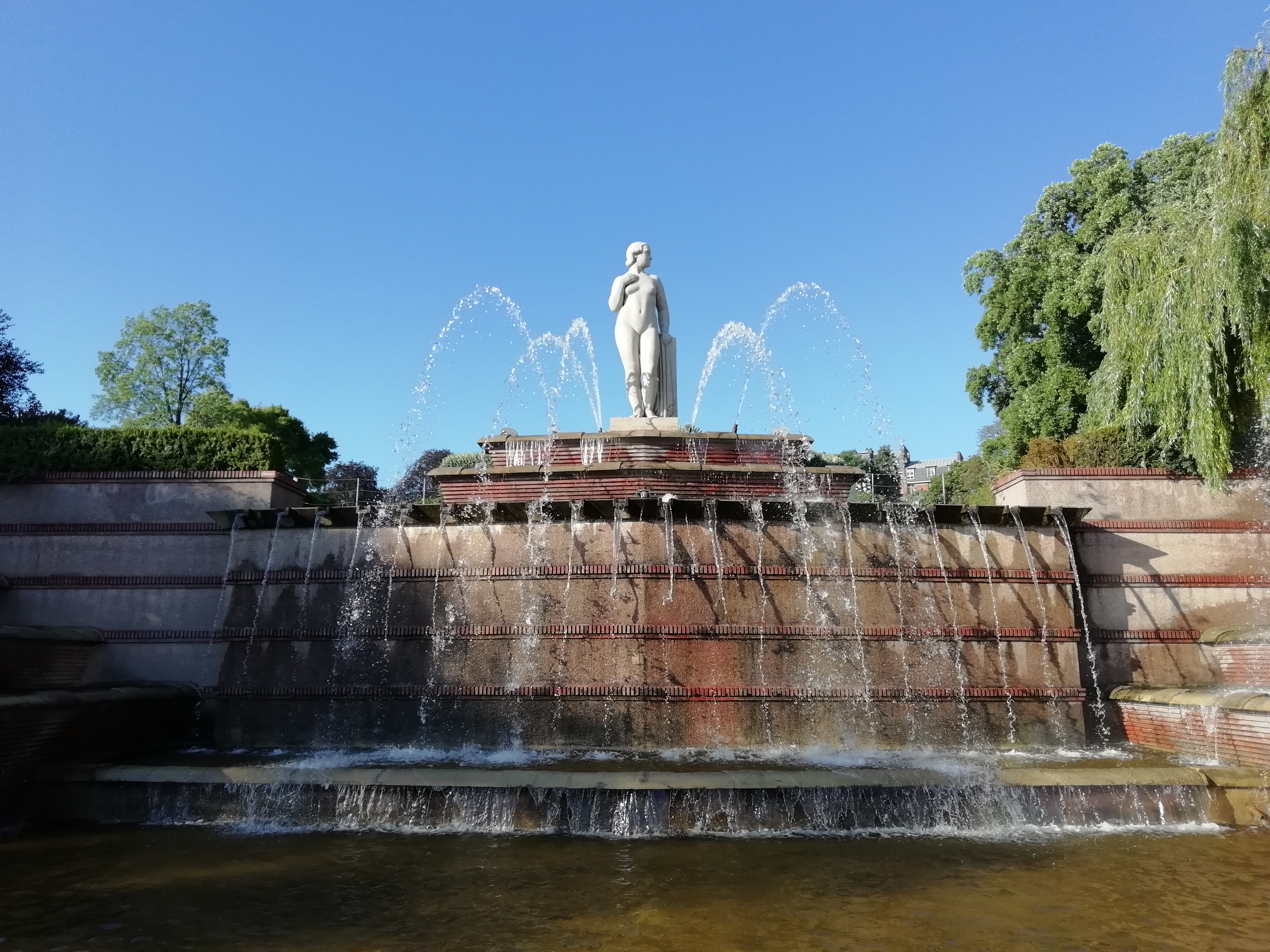
Fontaine et sculpture Ève.
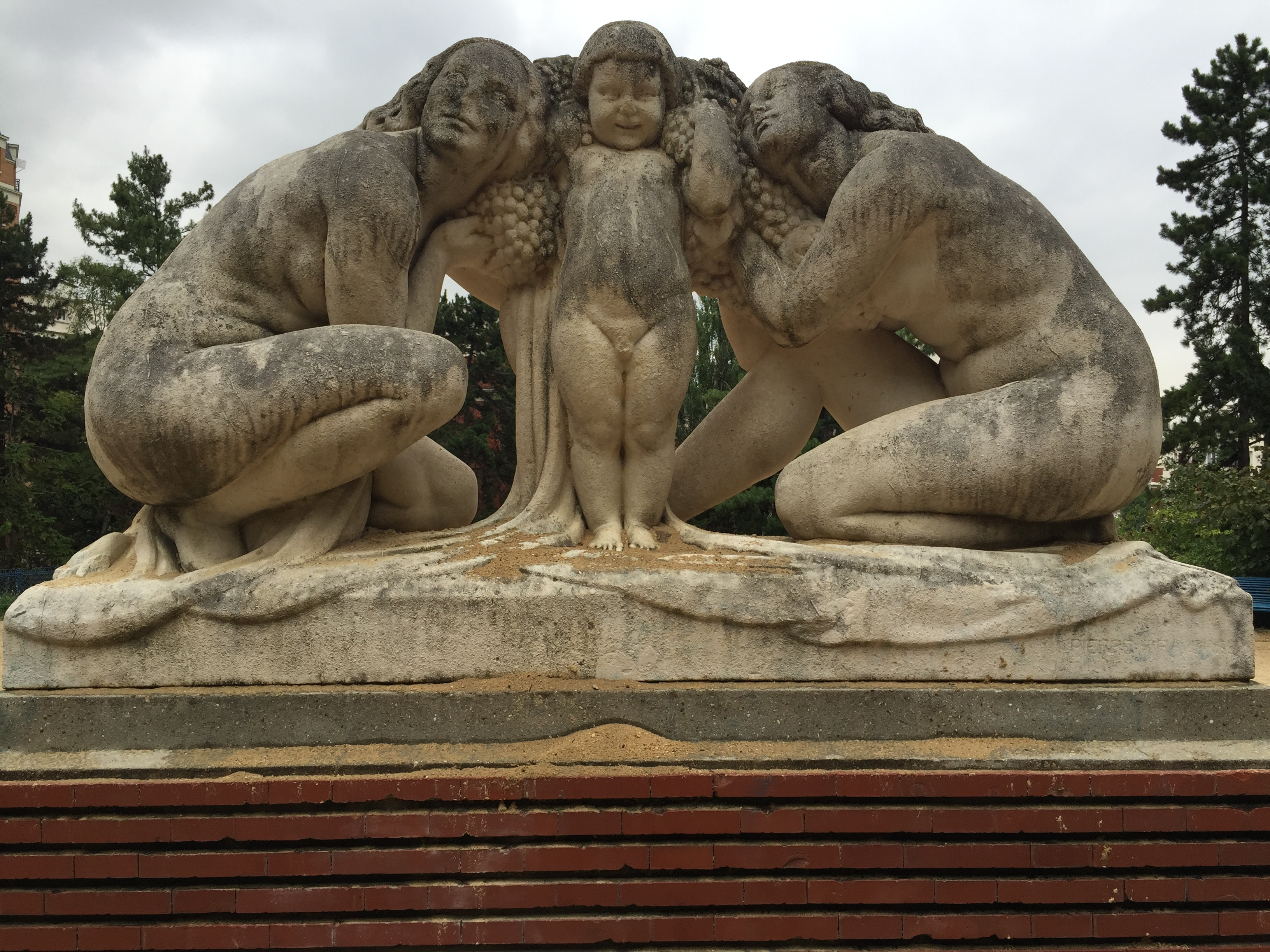
L'Enfance de Bacchus.